# Alessandro Malfer
Alessandro Malfer (Rovereto, 23 gennaio 1975) è un ex arbitro di calcio a 5 italiano.

## Carriera
Arbitro dal 1997, dirige la sua prima gara nella categoria Esordienti, il 9 marzo 1997, Isera-Rovereto (0-0). Dopo aver iniziato come arbitro di Calcio a 11, arrivando a calcare i campi dell'Eccellenza del Trentino-Alto Adige (dirigendo tra l'altro la finale di Coppa Italia Regionale), dal 2002 è a disposizione della CAN5. Le prime tre stagioni le trascorre tra Serie B (esordio Gordona - Futsal Vigevano (4-4), il 12 ottobre 2002) e Serie A2 (in cui ha esordito in Verona - Pescara) finché il 4 marzo 2006 debutta in Serie A dirigendo Polisportiva Giampaoli Ancona - Lazio. Nel 2004 viene eletto presidente della sezione di Rovereto, di cui sarà presidente per sette anni. Nel 2010 riceve il premio Presidenza dell’AIA come miglior arbitro italiano della stagione sportiva 2009-2010. Nominato internazionale nel gennaio 2011, esordisce il 2 giugno dello stesso anno nel torneo Three Nation dirigendo Italia - Croazia. Il 24 marzo 2013 è chiamato ad arbitrare la finale del massimo campionato albanese Edro -Aludemi (5-2); mentre nel gennaio/febbraio 2014 viene inserito ufficialmente tra i 16 arbitri selezionati per il campionato europeo in Belgio, dirigendo tra le altre l'incontro inaugurale Belgio - Romania e la finale per il terzo posto Portogallo - Spagna. Ad aprile dello stesso anno viene convocato a Baku, in Azerbaijan per la Final Four della Coppa UEFA in occasione della quale viene designato come secondo arbitro per la finalissima tra Dinamo Mosca e Barcellona assieme al portoghese. Il 14 febbraio 2015 figura tra i 10 arbitri candidati ai Futsal Awards per l'anno solare 2014. Eletto miglior arbitro al mondo di calcio a 5 per l'anno solare 2014 con circa 140 voti in più del secondo classificato, il croato Tomič, più distante il collega argentino Santamaria, terzo classificato. Il 26 aprile 2015 a Lisbona arbitra la finale delle Final Four di Coppa UEFA che vede il Kairat superare il Barcelona per 3-2. Il 2016 lo vede impegnato in numerose manifestazioni a livello internazionale con notevoli successi: a febbraio viene confermato tra gli arbitri top del futsal e viene chiamato a partecipare ai campionati europei a Belgrado. Designato come arbitro due nella gara inaugurale Serbia-Slovenia, poi come primo arbitro per la delicata sfida tra Ucraina e Spagna per determinare la vincente del girone, il 13 febbraio 2016 dirige la finale Russia contro Spagna, affiancato dal secondo arbitro Sorescu (Romania).
Ad aprile bissa il successo dell’anno precedente e viene giudicato il miglior arbitro del mondo 2015 di C5 nel concorso internazionale indetto da Futsal Planet.
A Doha, in Qatar, arbitra la World Intercontinental Futsal Cup (tra cui anche la finale 3º-4º posto) a giugno, e a settembre viene convocato tra i 40 arbitri in Colombia per la FIFA Futsal World Cup. Al Coliseo el Pueblo di Cali, il 13 settembre Alessandro fa il suo esordio nella competizione nella gara tra i padroni di casa e l'Uzbekistan. Negli ottavi di finale dirige Colombia-Paraguay mentre nei quarti gli viene affidata la delicata gara tra Egitto ed Argentina (vincitrice del titolo). Il 1º ottobre 2016 arbitra la finale 3º-4º posto che vede la vittoria dell'Iran ai rigori sul Portogallo di Ricardinho. Ad aprile dell'anno successivo viene impegnato nelle Final Four della UEFA Futsal Cup in Kazakistan; tra le varie gare dirette, il 30 aprile 2017 alla Almaty Arena, gli viene affidata da delicata sfida per il 3º posto che vede vincitrice la squadra di casa, il Kairat Almaty, dopo i tiri di rigore. Nel febbraio 2018 viene convocato in Slovenia per i campionati europei; all'arena Stozice di Lubiana arbitra la semifinale Kazakistan-Spagna e viene designato come terzo arbitro per la finale, il 10 febbraio 2018. Ad agosto 2018 su invito dall'Asian Football Confederation (AFC) partecipa alla World Intercontinental Futsal Cup (Mondiale per Club) a Bangkok, Thailandia. Durante questo prestigioso torneo internazionale tra le varie gare dirige la finale tutta brasiliana tra Magnus Futsal e Carlos Barbosa, che vede vincente la squadra di Falcão per 2-0. Durante la stagione 2018-2019, oltre agli impegni nel campionato italiano (tra cui la direzione della finale di Coppa Italia), viene impegnato in ambito internazionale tra qualificazioni dei mondiali e final four di UEFA Futsal Champions League ad Almaty, durante la quale dirige come primo arbitro, la semifinale tra Barcellona e la squadra di casa del Kairat, e il derby spagnolo tra Inter (vincitrice delle due edizioni precedenti) e Barca, valevole per il 3º posto; per Malfer si tratta della quarta partecipazione alla Final Four.
A maggio del 2019 viene insignito del prestigioso premio della sezione AIA di Ravenna "Memorial Lorenzo Fabbri" attribuito ad un arbitro internazionale particolarmente distintosi; prima di lui solo nomi illustri del calcio a 11, eccetto Massimo Cumbo e Michele Conti (beach soccer).
A febbraio 2020 a Osijek, Croazia, dirige la sua ultima gara, Russia-Croazia, valevole per la qualificazione alla FIFA Futsal World Cup Lithuania2020, poi posticipati ad ottobre 2021.
In ambito nazionale, Malfer può vantare la direzione di nove finali scudetto (2009, 2011, 2012, 2014, 2015, 2016, 2017, 2018 e l’ultima il 15 giugno 2019), sei Coppe Italia (2010, 2013, 2016, 2017, 2018 e 2019) e due Supercoppe Italiane (nel 2008 e nel 2010) nonché due Winter Cup (2013-14 e 2015-16). Con 130 gara dirette di serieA e 112 a livello internazionale, ha rappresentato per anni la sezione di Rovereto e l’AIA sui massimi palcoscenici.
Il 3 luglio 2020 rassegna le proprie dimissioni da arbitro nazionale ed il 4 luglio viene nominato vice commissario della Commissione C.A.N.5. Il 16 settembre, a coronamento della sua straordinaria carriera, viene insignito della nomina di Arbitro Benemerito, con lui anche Gianluca Rocchi.
A maggio 2021 Alessandro viene nominato osservatore UEFA.